# Summerland (Califòrnia)
Summerland és una concentració de població designada pel cens dels Estats Units a l'estat de Califòrnia. Segons el cens del 2000 tenia 1.545 habitants.

## Demografia
Segons el cens del 2000, Summerland tenia 1.545 habitants, 715 habitatges, i 368 famílies. La densitat de població era de 295,3 habitants/km².
Dels 715 habitatges en un 17,9% hi vivien nens de menys de 18 anys, en un 42,2% hi vivien parelles casades, en un 7,4% dones solteres, i en un 48,5% no eren unitats familiars. En el 33,1% dels habitatges hi vivien persones soles el 5,5% de les quals corresponia a persones de 65 anys o més que vivien soles. El nombre mitjà de persones vivint en cada habitatge era de 2,16 i el nombre mitjà de persones que vivien en cada família era de 2,7.
Per edats la població es repartia de la següent manera: un 14,6% tenia menys de 18 anys, un 6,7% entre 18 i 24, un 34,2% entre 25 i 44, un 32,9% de 45 a 60 i un 11,7% 65 anys o més.
L'edat mediana era de 42 anys. Per cada 100 dones de 18 o més anys hi havia 91,9 homes.
La renda mediana per habitatge era de 53.964 $ i la renda mediana per família de 75.625 $. Els homes tenien una renda mediana de 50.469 $ mentre que les dones 41.042 $. La renda per capita de la població era de 41.668 $. Entorn del 4,5% de les famílies i el 9,5% de la població estaven per davall del llindar de pobresa.

## Poblacions més properes
El següent diagrama mostra les poblacions més properes.